# Lucy Aharish

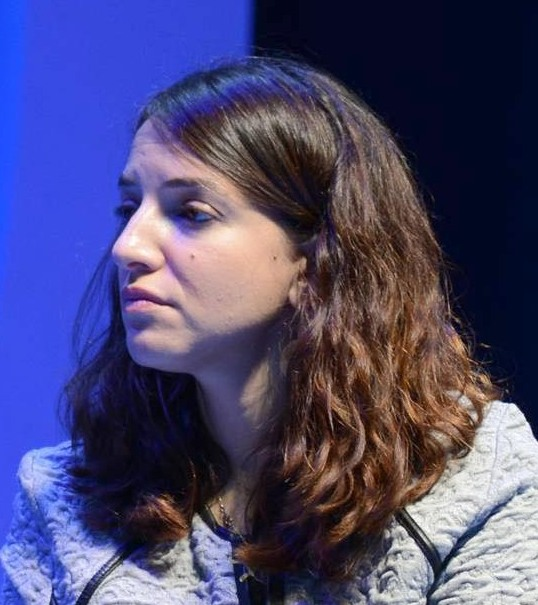
Lucy Aharish 2015

Lucy Aharish (hebräisch לוסי אהריש, arabisch لوسي هريش, DMG Lūsī Harīš; geboren am 18. September 1981 in Dimona) ist eine arabisch-israelische Journalistin und Nachrichtensprecherin. Sie war die erste muslimisch-arabische Nachrichtensprecherin im hebräischsprachigen israelischen Fernsehen. Aharish arbeitete in unterschiedlichen Formaten im Fernsehen und Rundfunk und ist seit 2018 als Nachrichtensprecherin beim israelischen Fernsehsender Reshet 13 tätig.

## Werdegang
Aharish wurde in Dimona, Israel, als jüngste von drei Töchtern einer arabisch-muslimischen Familie geboren. Im Sommer 1987, kurz vor ihrem sechsten Geburtstag, wurde sie leicht verletzt, als das Auto ihrer Familie im Gazastreifen von palästinensischen Angreifern mit einem Molotowcocktail beworfen wurde. Trotz ihrer arabischen Herkunft bezeichnet sie Hebräisch als ihre Muttersprache. Ihre Eltern waren überzeugt, dass sie und ihre Schwestern in einer jüdischen Schule eine bessere Ausbildung mit größeren Berufsaussichten erhalten würden. Dort wurden sie auf Hebräisch unterrichtet, zu Hause sprach die Mutter mit ihnen Arabisch.
Nach Abschluss ihres Studiums der Sozialwissenschaften und Theaterwissenschaften an der Hebräischen Universität Jerusalem studierte sie Journalismus in Tel Aviv und bekam ein Stipendium für ein Auslandssemester in Deutschland.
2007 wurde sie die erste arabische Nachrichtensprecherin des israelischen Fernsehsenders Arutz 10 (Kanal 10), verließ diesen aber 2008 aufgrund fachlicher Differenzen. Sie arbeitete daraufhin als Moderatorin und Journalistin an unterschiedlichen Fernseh- und Rundfunkprogrammen mit und wurde Nachrichtensprecherin für den in Tel Aviv stationierten internationalen Nachrichtensender i24news.
Zu den Feierlichkeiten zum Unabhängigkeitstag 2015 wurde Aharish ausgewählt, zu Beginn der Zeremonie eine der Fackeln zu entzünden.
Seit 2018 arbeitet sie als Nachrichtensprecherin beim israelischen Fernsehsender Reshet 13.

## Privatleben
Aharish ist seit 2018 mit dem jüdisch-israelischen Schauspieler Tzachi Halevy verheiratet. Sie hielten ihre Beziehung vier Jahre lang geheim, weil sie Anfeindungen befürchteten.